# Aziatische auto in 1978
Dit artikel geeft een overzicht van alle Aziatische personenwagens geproduceerd in 1978 door een belangrijke autoconstructeur. De auto's staan alfabetisch gerangschikt per merk. Hier staan enkel Aziatische merken, ongeacht of ze eigendom zijn van een niet-Aziatisch concern. Ook gaat het om constructeurs die algemeen bekend zijn met auto's die algemeen voor het publiek verkrijgbaar zijn. 
| Beijing |                  | concern:      | Onafhankelijk |
| Beijing | divisie:         |               |               |
| Beijing | merk:            | Beijing China |               |
| Beijing | model:           | BJ 750        |               |
| Beijing | einde productie: | 1985          |               |
| Beijing | productieaantal: | ?             |               |

| Honda |                  | concern:    | Onafhankelijk |
| Honda | divisie:         |             |               |
| Honda | merk:            | Honda Japan |               |
| Honda | model:           | Prelude     |               |
| Honda | einde productie: | 1982        |               |
| Honda | productieaantal: | ?           |               |

| Mazda |                  | concern:    | Onafhankelijk |
| Mazda | divisie:         |             |               |
| Mazda | merk:            | Mazda Japan |               |
| Mazda | model:           | Rx-7        |               |
| Mazda | einde productie: | 1985        |               |
| Mazda | productieaantal: | ?           |               |

| Mazda |                  | concern:    | Onafhankelijk |
| Mazda | divisie:         |             |               |
| Mazda | merk:            | Mazda Japan |               |
| Mazda | model:           | 626         |               |
| Mazda | einde productie: | 1965        |               |
| Mazda | productieaantal: | ?           |               |

| Nissan |                  | concern:          | Onafhankelijk |
| Nissan | divisie:         |                   |               |
| Nissan | merk:            | Nissan Japan      |               |
| Nissan | model:           | Cherry Wagon/3-5p |               |
| Nissan | einde productie: | 1982              |               |
| Nissan | productieaantal: | ?                 |               |

| YLN |                  | concern:   | Onafhankelijk |
| YLN | divisie:         |            |               |
| YLN | merk:            | YLN Taiwan |               |
| YLN | model:           | 301        |               |
| YLN | einde productie: | 1980       |               |
| YLN | productieaantal: | ?          |               |